# Освіта в Чорногорії
Освіта в Чорногорії регулюється Міністерством освіти та науки при Уряді Чорногорії. Здобуття освіти починається з підготовчої або початкової школи: діти в Чорногорії йдуть до початкової школи в 6 років і навчаються там 9 років.

## Історія
До 1868 року в Чорногорії було кілька початкових шкіл, однак за наступні 7 років відкрили 72 нових школи, розрахованих на 3 тисячі учнів. Початкова освіта була загальною й безкоштовною. У 1869 році в Цетинє були відкриті учительська семінарія та інститут для дівчат (спеціальна школа, де готували вчительок початкових класів).
У 1875 році в Даниловграді було відкрито сільськогосподарське училище, закрите через два роки через початок війни проти Туреччини. У 1880 році відкрилася перша класична гімназія для V—VIII класів, а в 1893 році ще одне сільськогосподарське училище відкрилося в Подгориці. У 1902 році перша чорногорська гімназія стала гімназією вже для IX—XII класів. До 1899 року в Чорногорії налічувалося 75 громадських і 26 приватних шкіл.

## Система освіти
Система освіти єдина по всій країні. У навчальний план входять курси історії та культури всіх корінних народів, навчання ведеться чорногорською (сербською, боснійською або хорватською), а в деяких школах, де більшу частину становлять етнічні албанці — албанською. Середню освіту учні здобувають у державних школах, що фінансуються за рахунок держави. Навчання, згідно із законом, має вестися чорногорською мовою: у грудні 2008 року міністр освіти Сретен Шкулетич зобов'язав забезпечити видання всіх шкільних підручників і словників чорногорською мовою.

### Початкова школа
У початковій школі навчаються діти від 6 до 14 років, освіта безплатна (дев'ятирічна програма навчання).

### Середня школа
Середні школи поділяються на три типи, діти вибирають одну з них залежно від їхніх оцінок і вибору:
- Гімназія (серб. gimnazija) — 4 роки навчання, загальна освіта. Підготовчий етап до вступу в коледж, найбільш престижна школа.
- Школа (серб. stručna škola) — 3 або 4 роки навчання, студенти навчаються конкретної спеціальності, але отримують у цілому загальну освіта.
- Професійне училище (серб. zanatska škola) — 3 роки навчання, вузькоспеціалізована освіта.

### Вища освіта
Вищу освіту здобувають в університетах і академіях мистецтв, де є програма «вищої» (серб. više obrazovanje) і «високої» (серб. visoko obrazovanje) освіти. Навчання триває від 4 до 6 років, випускник отримує ступінь бакалавра гуманітарних або природничих наук. Навчання у «вищій школі» (серб. viša škola) триває від двох до 4 років.

Випускникам пропонуються також програми магістратури та аспірантури за відповідними спеціальностями.
| - Диплом про закінчення середньої школи (серб. Diploma o Završenoj Srednjoj Školi) - Диплом про високу освіту (серб. Diploma Visokog Obrazovanja), бакалаврат - Магістр наук (серб. Magistar Nauka), магістратура - Доктор наук (серб. Doktor Nauka) | - Університет Чорногорії (суспільний) - Університет Медітерран (приватний) - Університет Доня-Горіци (приватний) |